# Burundi ai Giochi della XXVIII Olimpiade
Il Burundi partecipò ai Giochi della XXVIII Olimpiade, svoltisi ad Atene, Grecia, dal 13 al 29 agosto 2004, con una delegazione di 7 atleti impegnati in due discipline.

## Delegazione
| Sport            | Uomini | Donne | Totale |
| ---------------- | ------ | ----- | ------ |
| Atletica leggera | 4      | 1     | 5      |
| Nuoto            | 1      | 1     | 2      |
| Totale           | 5      | 2     | 7      |

## Risultati

### Atletica leggera
| Q | Qualificato al turno successivo per la Classifica in qualificazione                                                          |
| q | Qualificato per il turno successivo per ripescaggio o, negli eventi su campo, conquistando la misura minima per qualificarsi |

Maschile
Eventi su pista e strada
| Atleta                 | Evento      | Batteria  | Batteria   | Semifinale      | Semifinale      | Finale          | Finale          |
| Atleta                 | Evento      | Risultato | Classifica | Risultato       | Classifica      | Risultato       | Classifica      |
| ---------------------- | ----------- | --------- | ---------- | --------------- | --------------- | --------------- | --------------- |
| Arthémon Hatungimana   | 800 m piani | 1'46"35   | 4º         | non qualificato | non qualificato | non qualificato | non qualificato |
| Jean-Patrick Nduwimana | 800 m piani | 1'45"38   | 3º q       | 1'46"15         | 5º              | non qualificato | non qualificato |
| Jean-Paul Gahimbaré    | Maratona    | N.D.      | N.D.       | N.D.            | N.D.            | dnf             | -               |
| Joachim Nshimirimana   | Maratona    | N.D.      | N.D.       | N.D.            | N.D.            | 2h19'31         | 32º             |

Femminile
Eventi su pista e strada
| Atleta                | Evento       | Batteria  | Batteria   | Finale          | Finale          |
| Atleta                | Evento       | Risultato | Classifica | Risultato       | Classifica      |
| --------------------- | ------------ | --------- | ---------- | --------------- | --------------- |
| Francine Niyonizigiye | 5000 m piani | 17'21"27  | 19ª        | non qualificata | non qualificata |

### Nuoto
Maschile
| Atleta           | Evento             | Batteria  | Batteria   | Semifinale      | Semifinale      | Finale          | Finale          |
| Atleta           | Evento             | Risultato | Classifica | Risultato       | Classifica      | Risultato       | Classifica      |
| ---------------- | ------------------ | --------- | ---------- | --------------- | --------------- | --------------- | --------------- |
| Emery Nziyunvira | 100 m stile libero | 54"40     | 69º        | non qualificato | non qualificato | non qualificato | non qualificato |

Femminile
| Atleta             | Evento             | Batteria  | Batteria   | Semifinale      | Semifinale      | Finale          | Finale          |
| Atleta             | Evento             | Risultato | Classifica | Risultato       | Classifica      | Risultato       | Classifica      |
| ------------------ | ------------------ | --------- | ---------- | --------------- | --------------- | --------------- | --------------- |
| Larissa Inangorore | 100 m stile libero | 1'23"90   | 49ª        | non qualificata | non qualificata | non qualificata | non qualificata |